# Partito Comunista del Nepal (Marxista-Leninista) (1998)
Il Partito Comunista del Nepal (Marxista-Leninista) è stato un partito politico nepalese fondato nel 1998, dopo lo scioglimento dello storico Partito Comunista del Nepal (Marxista-Leninista).

## Storia
A seguito della morte di Madan Kumar Bhandari, segretario generale del PCN(mlu), una fazione guidata da Sahana Pradhan si oppose al nuovo segretario Madhav Kumar Nepal, sostenendo la necessità di un'alleanza tattica con il Partito Rastriya Prajatantra e opponendosi al trattato del fiume Mahakali.
Il 5 marzo 1998, questa fazione abbandonò il Partito e ricostituì il Partito Comunista del Nepal (marxista-leninista), con Sahana Pradhan come presidente e Bam Dev Gautam come segretario generale. Il PCN(ml) aderiva al marxismo rivoluzionario e sosteneva l'unità delle forze patriottiche e rivoluzionarie, criticando i "programmi e le politiche capitaliste e capitolazioniste del PCN(UML)". Il PCN(ml) vantò subito metà dei parlamentari dell'UML e, da settembre a dicembre, partecipò al secondo governo di Girija Prasad Koirala. Oltretutto, lo storico dirigente marxista-leninista Chandra Prakash Mainali si unì al nuovo PCN(ml).
Nelle elezioni del 1999 il PCN(ml) vinse il 6,4% dei voti ma non elesse nessun deputato. Questa sconfitta portò Sahana Pradhan a considerare la riunificazione con l'UML.
Nel 2002 il Comitato Centrale del PCN(ml) costituì una commissione incaricata di valutare le possibilità di una riunificazione e trattare a questo proposito con l'UML. Il 15 febbraio dello stesso anno, tale riunificazione avvenne.
Nonostante la riunificazione fra PCN(ml) e Partito Comunista del Nepal (unificato marxista-leninista), l'ex segretario Chandra Prakash Mainali si oppose a tale riunificazione e guidò un gruppo di minoranza nel ricostituire un nuovo Partito Comunista del Nepal (Marxista-Leninista), di cui divenne segretario generale.